# Challenger de Túnez 2022
El torneo Tunis Open 2022 fue un torneo de tenis perteneciente al ATP Challenger Tour 2022 en la categoría Challenger 80. Se trató de la 12.ª edición, el torneo tuvo lugar en la ciudad de Túnez (Túnez), desde el 16 hasta el 21 de mayo de 2022 sobre pistas de tierra batida al aire libre.

## Jugadores participantes del cuadro de individuales
| Favorito | País                                  | Jugador                  | Rank1 | Posición en el torneo |
| -------- | ------------------------------------- | ------------------------ | ----- | --------------------- |
| 1        | Bandera de Australia                  | Jordan Thompson          | 85    | Segunda ronda         |
| 2        | Bandera de España                     | Roberto Carballés Baena  | 96    | CAMPEÓN               |
| 3        | Bandera de España                     | Javier Barranco Cosano   | 251   | Primera ronda         |
| 4        | Bandera de Portugal                   | Frederico Ferreira Silva | 255   | Cuartos de final      |
| 5        | Bandera de los Países Bajos           | Jelle Sels               | 256   | Segunda ronda         |
| 6        | Bandera de España                     | Nicola Kuhn              | 258   | Cuartos de final      |
| 7        | Bandera de la República Popular China | Zhizhen Zhang            | 261   | Semifinales           |
| 8        | Bandera de Bélgica                    | Kimmer Coppejans         | 267   | Primera ronda         |

- 1 Se ha tomado en cuenta el ranking del 9 de mayo de 2022.

### Otros participantes
Los siguientes jugadores recibieron una invitación (wild card), por lo tanto ingresan directamente al cuadro principal (WC):
- Moez Echargui
- Skander Mansouri
- Aziz Ouakaa

Los siguientes jugadores ingresan al cuadro principal tras disputar el cuadro clasificatorio (Q):
- Rémy Bertola
- Miguel Damas
- Alexander Erler
- Felix Gill
- Carlos Sánchez Jover
- Aldin Šetkić

## Campeones

### Individual Masculino
- Roberto Carballés Baena derrotó en la final a  Gijs Brouwer, 6–1, 6–1

### Dobles Masculino
- Nicolás Barrientos /  Miguel Ángel Reyes-Varela derrotaron en la final a  Alexander Erler /  Lucas Miedler, 6–7(3), 6–3, [11–9]